# Falkenbergs Idrottsplats
Il Falkenbergs Idrottsplats, comunemente abbreviato in Falkenbergs IP, è uno stadio di calcio situato a Falkenberg, in Svezia.
L'impianto è stato per decenni sede degli incontri casalinghi del Falkenbergs FF, squadra che nel 2014 ha giocato il primo campionato di Allsvenskan della sua storia. Oltre a ciò, ospita anche partite di squadre minori locali quali IF Böljan, Rinia IF e Falkenbergs IK.
È stato inaugurato nel 1921 da Axel Mörner, governatore della contea, alla presenza del principe e futuro re Gustavo VI Adolfo. Tra il 1959 e il 1960 la proprietà è stata rilevata dal comune di Falkenberg.
La sua capienza ufficiale è di 4 000 unità, tuttavia il record di pubblico è di 5 470 spettatori, registrato il 26 luglio 2015 in occasione della vittoria sull'IFK Göteborg. La tribuna centrale da 877 posti è l'unica dotata di copertura.
A partire dalla stagione 2017, il Falkenberg ha abbandonato il Falkenbergs IP per iniziare a giocare presso la nuova Falcon Alkoholfri Arena.